# Kabinett Mnangagwa
Das Kabinett Mnangagwa bezeichnet die erste Regierung Simbabwes unter Präsident Emmerson Mnangagwa. Das Kabinett wurde am 1. Dezember 2017 einberufen und gegenüber dem vorherigen unter Robert Mugabe deutlich auf 22 Ministerien verkleinert. Es wurde vom Kabinett Mnangagwa II am 10. September 2018 abgelöst.

## Kabinett
| Ministerium                                           | Foto | Name                                                                            | Partei  |
| ----------------------------------------------------- | ---- | ------------------------------------------------------------------------------- | ------- |
| Präsident                                             |      | Emmerson Mnangagwa                                                              | ZANU-PF |
| Außenminister                                         |      | Sibusiso Moyo (Generalmajor) † 20. Januar 2021                                  | ZANU-PF |
| Finanzminister                                        |      | Patrick Chinamasa                                                               | ZANU-PF |
| Innenminister                                         |      | Obert Mpofu                                                                     | ZANU-PF |
| Landwirtschaftsminister                               |      | Perrance Shiri (Luftmarschall)                                                  | ZANU-PF |
| Bildungsminister                                      |      | Paul Mavima (seit 2. Dezember 2017) Lazarus Dokora (bis 2. Dezember 2017)       | ZANU-PF |
| Gesundheitsminister                                   |      | David Parirenyatwa                                                              | ZANU-PF |
| Verteidigungsminister                                 |      | Kembo Mohadi                                                                    | ZANU-PF |
| Justizminister                                        |      | Ziyambi Ziyambi                                                                 | ZANU-PF |
| Sportminister                                         |      | Kirsty Coventry (seit September 2018)                                           | ZANU-PF |
| Informationsminister                                  |      | Christopher Mutsvangwa                                                          | ZANU-PF |
| Wirtschaftsminister                                   |      | Mike Bimha                                                                      | ZANU-PF |
| Minister für Lokalverwaltung und Öffentliche Arbeiten |      | July Moyo                                                                       | ZANU-PF |
| Frauenministerin                                      |      | Sithembiso Nyoni                                                                | ZANU-PF |
| Minister für Wissenschaft und Höhere Bildung          |      | Amon Murwira                                                                    | ZANU-PF |
| Minister für Informationstechnologie                  |      | Supa Mandiwanzira                                                               | ZANU-PF |
| Arbeits- und Sozialminister                           |      | Petronella Kagonye (seit 2. Dezember 2017) Clever Nyathi (bis 2. Dezember 2017) | ZANU-PF |
| Verkehrsminister                                      |      | Joram Gumbo                                                                     | ZANU-PF |
| Bergbauminister                                       |      | Winston Chitando                                                                | ZANU-PF |
| Energieminister                                       |      | Simon Khaya Moyo                                                                | ZANU-PF |
| Umweltministerin                                      |      | Oppah Muchinguri-Kashiri                                                        | ZANU-PF |
| Tourismusministerin                                   |      | Prisca Mupfumira                                                                | ZANU-PF |
| Staatsminister                                        |      | Simbarashe Mumbengegwi                                                          | ZANU-PF |
| Umweltministerin                                      |      | Oppah Muchinguri-Kashiri                                                        | ZANU-PF |

Quelle: